# Im Fuchswinkel

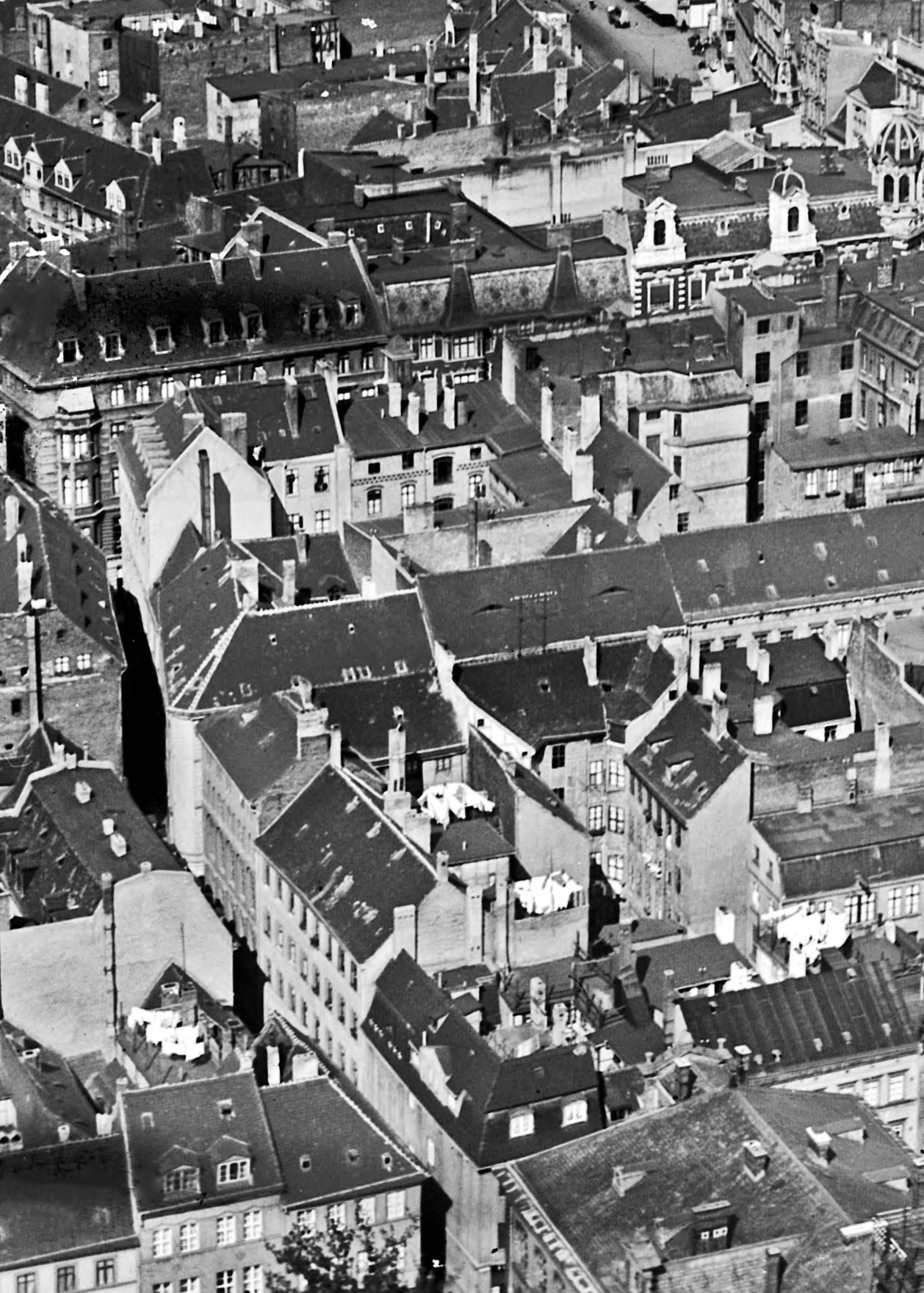
Luftaufnahme, Blick aus südlicher Richtung, 1929
Am unteren Bildrand beginnt die damalige Franziskanerstraße mit der Einmündung in die Dreiengelstraße und verläuft dann in nördlicher Richtung nach links oben. Sie passiert die von rechts einmündende Bandstraße und erreicht links oben die Kreuzung mit der Schrotdorfer Straße. Der weitere Verlauf bis zur Braunehirschstraße ist nicht im Bild.

Im Fuchswinkel war eine Straße in Magdeburg im heutigen Sachsen-Anhalt. Nach Zerstörungen im Zweiten Weltkrieg wurde sie aufgegeben.

## Lage und Verlauf
Die enge Straße befand sich in der Magdeburger Altstadt und führte, westlich parallel zum Breiten Weg verlaufend, von der Dreiengelstraße aus nach Norden. Sie passierte die von Osten einmündende Bandstraße, kreuzte die Schrotdorfer Straße und mündete letztlich auf die Braunehirschstraße. Im Wesentlichen befindet sich ihr ehemaliger Verlauf heute auf der Westseite der am Breiten Weg neu errichteten Plattenbauten, zwischen dem Breiten Weg 114 im Norden und etwa dem Breiten Weg 123 im Süden.

## Geschichte
Aufgrund ihrer Enge wurde die Straße 1552 zunächst als Voßloch (hochdeutsch Fuchshöhle) bezeichnet. Angaben, der Name rühre von einem Haus Zum Voßloch her, sind unrichtig. Ein entsprechendes Gebäude gab es in diesem Bereich nicht. Auch im 17. Jahrhundert wurde die Straße zumeist als Fuchsloch bezeichnet, 1632 auch Voßwinkel, 1651 als Voßloch. Auch noch 1720 kam der Name Fuchsloch noch vor, geriet dann aber außer Gebrauch. So wurde sie 1798 als ohne Namen angegeben in einer Aufstellung von 1807 wurde sie nicht erwähnt. 1817 wurde sie dann erstmalig als Fabrikstraße bezeichnet, da sich hier eine Fabrik befand. 1829 wurde sie als Fabrikenstraße geführt. Mit der Eingemeindung der Neustadt ergab sich das Problem, dass auch dort eine Fabrikenstraße bestand. Sie wurde daher 1887 in Franziskanerstraße umbenannt. Der Name nahm Bezug auf ein historisches Franziskanerkloster, das sich am südlichen Ende der Straße befand und von dem zu diesem Zeitpunkt auch noch bauliche Reste vorhanden waren. In den 1930er Jahren erfolgte eine Umbenennung zu Im Fuchswinkel, womit auf die ursprüngliche Nennung Bezug genommen wurde.
Nach der Zerstörung der Stadt im Jahr 1631 war die ganze Straße zerstört. 1651 und auch noch 1683 lag die komplette Straße wüst.
Die Bebauung der sehr schmalen Straße war weitgehend von Hinterhäusern der benachbarten Straßen geprägt. Es bestanden aber auch einige direkt der Straße zugeordnete Grundstücke. Durch eine Umnummerierung stimmten die ursprünglichen Hausnummern nicht mehr mit den vor der Zerstörung verwendeten Nummern überein. Die Nummern 1 und 1a befanden sich auf der Ostseite der Straße, die Nummern 2b, 3a und 3b von Norden nach Süden verlaufend auf der Westseite.
Während des Zweiten Weltkriegs wurde auch der Bereich der Straße zerstört. Noch 1950/1951 wurde sie als Im Fuchswinkel geführt, wobei sie jedoch unbewohnt war. In der Zeit der DDR erfolgte ein Wiederaufbau der Innenstadt, der sich in weiten Teilen nicht an die historische Stadtstruktur hielt. Die Straße wurde dabei aufgegeben und zum Teil überbaut.

## Historische Häuser von Im Fuchswinkel
Nachfolgend werden die Grundstücke der Straße Im Fuchswinkel tabellarisch aufgeführt, wobei nur die Grundstücke erwähnt werden, deren Adressierung auf die Straße lautete, nicht jedoch die Hinter- oder Eckhäuser anderer Straßen. Darüber hinaus werden Straßeneinmündungen eingeordnet. Mit dem Zusatz (alt) werden Hausnummern vor der Umnummerierung gekennzeichnet.
| Hausnummer | Name                                       | Bemerkungen | Bild |
| ---------- | ------------------------------------------ | --- | ---- |
|            | Einmündung auf die Dreiengelstraße         | |      |
| 1          |                                            | Um 1914/1916 gehörte das viergeschossige Haus dem Kontorboten W. Gesche. 1939 wurde der Arbeiter W. Gesche als Eigentümer geführt. |      |
|            | Einmündung Bandstraße                      | |      |
| 1a         |                                            | Das Grundstück gehörte lange als Hinterhaus zum Breiten Weg 129 und gehörte Ernst Junge. Kurzzeitig wurde es als eigene Stelle geführt, wurde dann jedoch wieder Hinterhaus. Um 1914/1916 gehörte das viergeschossige Gebäude der Witwe E. Lange, 1939 dann den Langeschen Erben. |      |
|            | Einmündung Schrotdorfer Straße (Ostseite)  | |      |
| 1 (alt)    |                                            | Das Haus ist nicht identisch mit der späteren Nummer 1 und befand sich zwischen Schrotdorfer Straße und Braunehirschstraße. Zeitweise wurde es als eigenes Grundstück geführt. Lange gehörte es jedoch als Hinterhaus zum Grundstück Breiter Weg 122 und dann zur Braunehirschstraße 23. |      |
|            | Einmündung auf die Braunehirschstraße      | |      |
| 2 (alt)    |                                            | Auf dem Stadtplan von Robolsky aus dem Jahr 1829 wird hier ein eigenständiges Grundstück dargestellt. |      |
|            | Einmündung Schrotdorfer Straße (Westseite) | |      |
| 2b         |                                            | In der Zeit um 1914/1916 gehört das dreigeschossige Gebäude der apostolischen Gemeinde. |      |
| 3a         |                                            | Um 1914 gehörte das Grundstück, zu dem neben dem Vorderhaus auch ein Hinterhaus gehörte, Ch. Beinhoff, der eine Billardfabrik betrieb. 1916 wurde dann bereits seine Witwe mit einem Billardverleihgeschäft geführt. 1939 gehörte es dem Bäcker P. Ulrich. |      |
| 3b alt 3   |                                            | Von 1631 bis 1651 gehörte das Haus Andreas Fetting, dann seiner Tochter, der Witwe von Thomas Lamb. Von ihr erbte es der Goldschmied Sebastian Müller, der die wüste Stätte 1678 für 25 Taler an Joachim Fromme veräußerte. Vom Hugenotten Bouvier, dem auch das südlich angrenzende Haus Dreiengelstraße 6 gehörte, wurde das Grundstück dann neu bebaut. 1914 gehörte das zweigeschossige Haus dem Kaufmann G. Honemann, 1916 dann dem Maurermeister R. Lindau und 1939 dem Kaufmann W. Beckendorf. |      |

Belegt ist, dass der Zimmermann Heinrich Schmidt in der Straße ein eigenes Haus hatte, das er 1640 der Katharinenkirche vermachte. Eine genaue Zuordnung zu einem Grundstück ist jedoch nicht möglich, es muss sich jedoch im Nordteil zwischen Schrotdorfer Straße und Braunehirschstraße befunden haben. Auch ein Georg Martens hatte in dieser Zeit hier ein Haus. Bei zwei weiteren Grundstücken waren 1651 die Eigentümer verschollen. Auch bei diesen Häusern ist eine konkrete Zuordnung zu einem bestimmten Grundstück nicht möglich.